# Cover

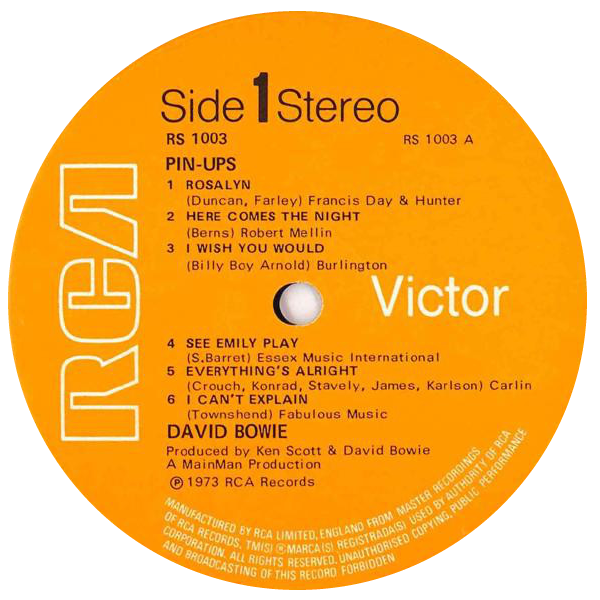
Il vinile di Pin Ups, l'album di cover di David Bowie

In musica, una cover è una rivisitazione di un brano musicale precedentemente interpretato da altri.

## Descrizione

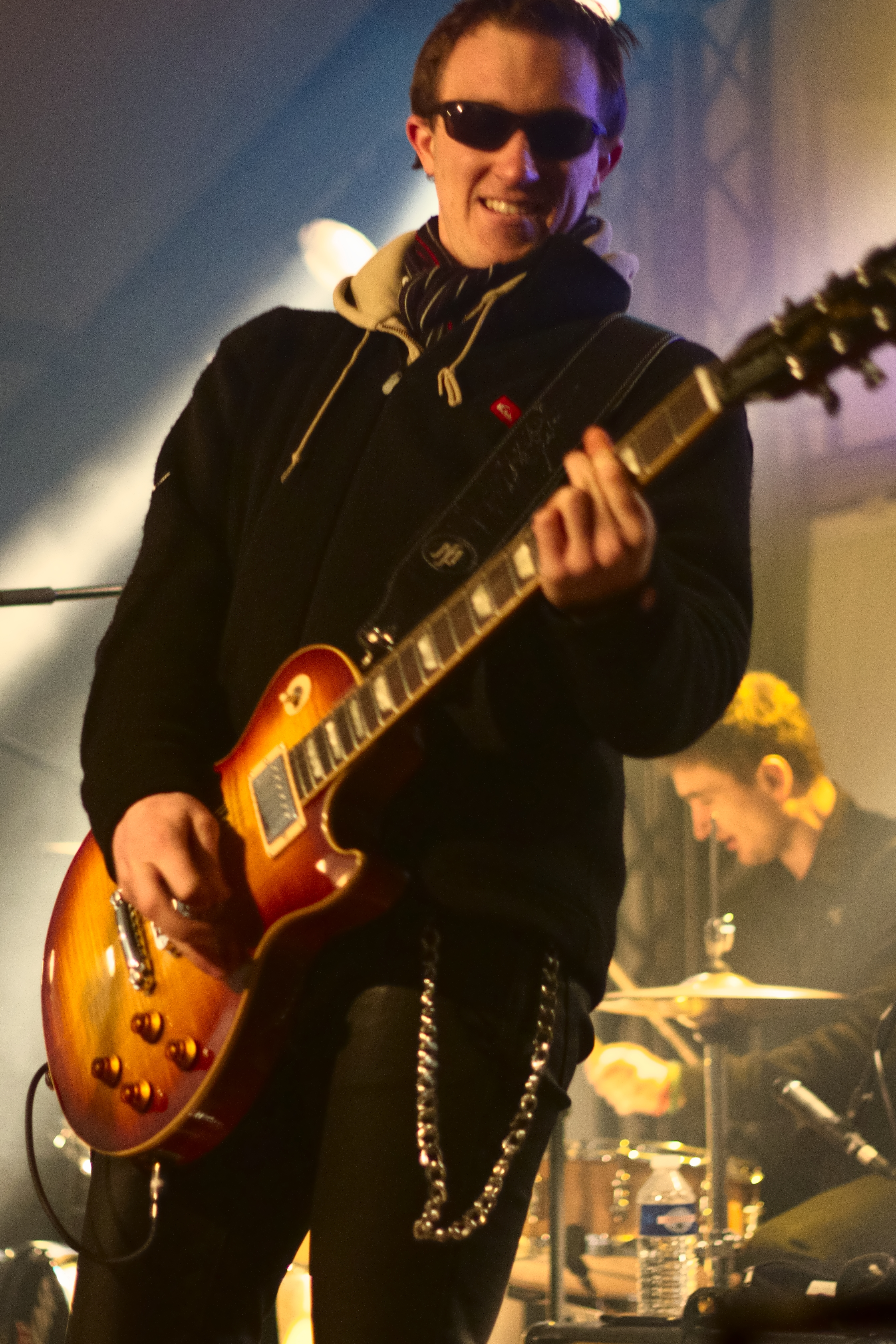
I Guns N' Roses mentre eseguono la loro celebre versione di Knockin' on Heaven's Door di Bob Dylan durante un concerto

La differenza tra interpretazione e cover (versione) non è ben definita: in genere quando un musicista interpreta un brano considerato un classico della musica eseguito innumerevoli volte non si usa il termine cover ma interpretazione.
Il termine cover, invece, è usato in riferimento a canzoni riprodotte anche fedelmente e per indicare la reinterpretazione di brani recenti e brani classici, come nel caso delle "cover band" e tribute band; gruppi musicali che interpretano solo canzoni note scritte da altri o una versione differentemente arrangiata, spesso dissociati da etichette discografiche. Vengono prodotti anche album interi di cover dedicate ad un unico artista (tribute album) anche da gruppi non pop; a titolo di esempio citiamo The Spirit of St. Louis dei Manhattan Transfer dedicato a Louis Armstrong, oppure The String Quartet Tribute to R.E.M. (e innumerevoli altri album) dei Vitamin String Quartet. Nel 2006 Bruce Springsteen ha conquistato le classifiche con We Shall Overcome: The Seeger Sessions un tribute album, dedicato alle canzoni di Pete Seeger.
In alcuni casi anche artisti noti hanno utilizzato questo termine per definire la riproduzione di brani già popolari, su base musicale, non strumentale ma elettronica.
In altri ambiti musicali (nella musica classica, ad esempio) l'esecuzione di una stessa composizione da parte di interpreti diversi è la regola, quindi non esiste un termine corrispondente. Nel jazz si definisce standard il tema di una canzone nota, che i musicisti usano come base per variazioni e improvvisazioni: queste, tuttavia, non sono semplici interpretazioni o arrangiamenti della canzone originale, quindi non sono assimilabili a "cover".
Con il passare degli anni l'approccio alle cover è cambiato; spesso artisti di successo eseguono una cover per onorare e omaggiare un artista da loro apprezzato (ad esempio Sting ha reinterpretato con successo Little Wing di Jimi Hendrix).
Altri gruppi si specializzano nell'esecuzione di sole cover (cover band) o addirittura nei brani di un solo artista o gruppo (tribute band). Oggi la tendenza di questi gruppi è di concentrarsi sulla riproduzione fedele delle musiche, dei testi e a volte anche del look, con una frequenza minore rispetto al passato di brani tradotti o adattati.
Esistono anche delle cover eseguite in maniera parodistica: generalmente queste cover riprendono la melodia originale, ma viene modificato il testo.

## Storia
Quando negli anni venti l'industria discografica era agli albori anche l'aspetto promozionale non era molto sviluppato, e l'acquirente-tipo spesso era una persona matura, interessata ad acquistare dischi contenenti determinate canzoni, senza particolari preferenze per chi ne fosse interprete. La casa discografica doveva perciò "coprire" o "includere" (to cover in inglese) la canzone.
Negli anni trenta, durante la swing era, artisti come Glenn Miller cominciarono ad avere enorme successo radiofonico e l'età del pubblico diminuì gradualmente. Le case discografiche continuavano comunque a concentrarsi più sul brano di successo che sull'interprete o autore.
Negli anni cinquanta, agli albori del rock and roll molti brani di successo delle prime star di colore furono reinterpretate in versioni più leggere, in modo da essere più vendibili e fare da ponte (to cross over) tra il pubblico giovanile e quello più conservatore dei genitori e delle emittenti radiofoniche. Molto spesso le versioni originali erano state realizzate da artisti di colore e non sarebbero state trasmesse da molte radio americane. Venivano quindi realizzate versioni edulcorate dei brani, cantate da cantanti bianchi, che spesso ottenevano grande successo, oscurando (e "coprendo") le versioni originali. Questi rifacimenti venivano chiamati cross cover version.
Da allora, particolarmente in ambito pop e rock, il termine cover si è diffuso ed ha assunto il suo attuale significato comune.
Negli anni sessanta gli artisti trattavano le cover alla stregua di meri riempitivi e non conferivano ad esse un particolare significato. Indipendentemente da ciò, esistevano fondamentalmente due approcci diversi alle cover: Il primo consisteva nel presentare una versione italiana di un brano di un autore od un gruppo famoso già noto all'estero: questa era spesso la via per un successo sicuro. Il secondo era proporre come nuovo qualche brano poco noto recuperato nel vasto repertorio anglosassone. Alcuni gruppi facevano largo uso di questo approccio (ad esempio i Corvi o i Dik Dik).
A partire dagli anni settanta, le cover iniziarono ad assumere un significato più profondo per i musicisti. Secondo le parole di Simon Reynolds, venivano utilizzate dagli artisti per «esprimere la loro sensibilità o dire la loro sulla storia del pop» oltre che per omaggiare le loro radici. Fu in questo periodo che vennero pubblicati alcuni dei primi veri album di cover come confermano, ad esempio, Pin Ups di David Bowie e These Foolish Things di Brian Ferry, entrambi del 1973.
Durante la fine degli anni ottanta si assistette all'esplosione del fenomeno degli album di cover, una tendenza confermata da artisti come Siouxsie and the Banshees (Through the Looking Glass del 1987), This Mortal Coil e Laibach (Let It Be, 1988).
Dal 2005 il Festival di Sanremo comprende una serata in cui gli artisti si esibiscono e gareggiano ognuno con la propria cover musicale.

## Aspetti economici
Fatta salva la remunerazione relativa all'interpretazione, i diritti economici e le rendite relative all'esecuzione o alla riproduzione di un brano sono dei suoi autori ed editori, i cui nomi devono solitamente essere pubblicati in calce alla riproduzione audio.
Talvolta la cover di una canzone è caratterizzata dalla modifica della parte letteraria, spesso perché adattata, tradotta o riscritta in un'altra lingua. In tal caso i diritti possono essere divisi percentualmente a seconda dell'entità delle modifiche tra gli autori ed editori originali e chi ha eseguito l'adattamento, a seconda di quanto stabilito dalla locale società che tutela il diritto di autore: in Italia, la SIAE, che parla in questi casi di sub-autori e sub-editori.
Qualora invece uno o più autori vogliano far passare per propria un'opera, o anche solo parte di essa, scritta in realtà da altri, omettendo cioè di attribuire gli autori originali, non si può parlare di cover ma piuttosto di violazione del diritto d'autore o del copyright, a seconda della giurisdizione.